# Concertgebouworkestern

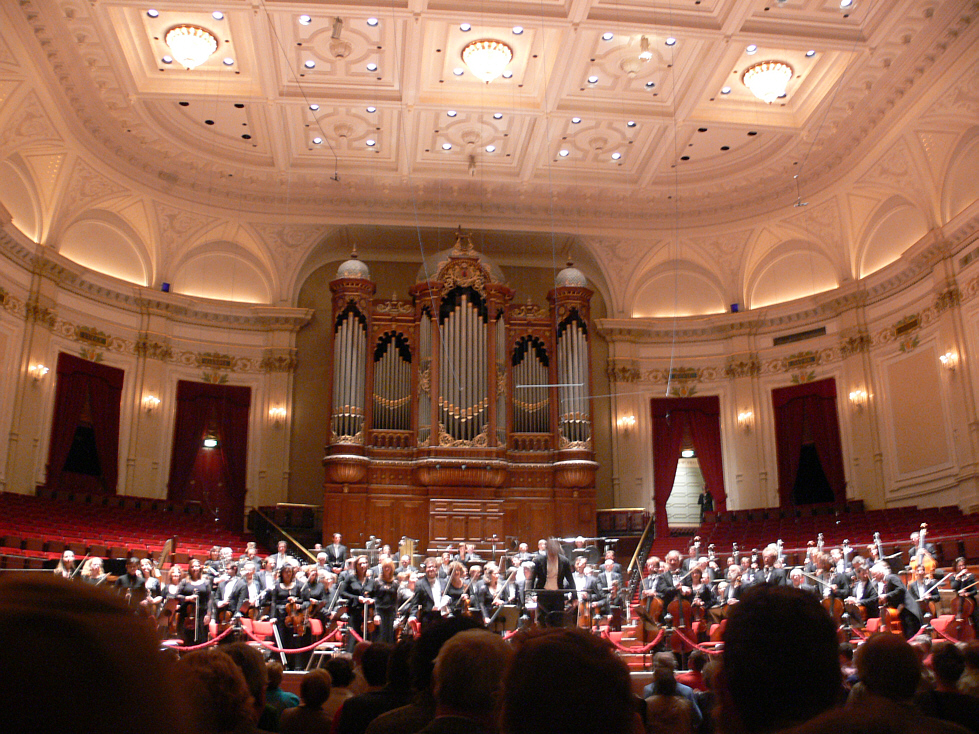
Concertgebouworkestern vid en konsert i Concertgebouw.

Concertgebouworkestern eller Koninklijk Concertgebouworkest är en symfoniorkester med hemvist i konserthuset Concertgebouw i Amsterdam. Orkestern är den mest kända och mest respekterade symfoniorkestern i Nederländerna, och även en av världens mest välrenommerade orkestrar. Den är namngiven efter konserthuset Concertgebouw, och fick sitt kungliga prefix 1988 av drottning Beatrix av Nederländerna.
Koninklijk Concertgebouworkest har en bred repertoar som omfattar verk från olika musikaliska perioder och genrer. Orkestern är särskilt känd för sina tolkningar av verk av nederländska och belgiska tonsättare. Den har genomfört talrika internationella turnéer, vilket har gett en global publik möjlighet att uppleva deras musikaliska hantverk. Turnéer har genomförts i Europa, Asien, Nordamerika och andra delar av världen. Orkestern har varit en stark förespråkare för musik av nederländska tonsättare och har inkluderat verk av dessa kompositörer i sina program för att lyfta fram den nationella musikskatten. Genom dessa och andra insatser har Koninklijk Concertgebouworkest etablerat sig som en ledande kraft inom den klassiska musikvärlden och har fortsatt att inspirera och berika sina lyssnare världen över.

## Traditioner
Concertgebouw öppnade den 11 april 1888, och orkestern gav sin första konsert den 3 november 1888.
- På palmsöndagen framförs traditionellt omväxlande Matteuspassionen och Johannespassionen av Johann Sebastian Bach. Denna tradition – som har följts i hela Nederländerna – uppstod 1899 under Mengelberg, men gällde först bara Matteuspassionen. Hans tolkning präglades av en stor kör och orkester, långsamma tempi , nedskärningar och en imponerande, romantisk syn på passionsberättelsen. Efter kriget fortsatte Eugen Jochum denna tradition. Han följde i stort sett ett liknande monumentalt tillvägagångssätt. Det var sed i Nederländerna att inte applådera efter föreställningen på grund av verkets speciella religiösa karaktär, men denna sed har också gått förlorad i Concertgebouw.

År 1975 blev Nikolaus Harnoncourt, pionjär inom barockmusikens autentiska framförande, inbjuden att dirigera St. John Passion. Han begränsade kören och orkestern, dirigerade i högt tempi, förlitade sig på noggrann analys av partituret och betonade dramatiska uttryck. Intensiva diskussioner uppstod mellan anhängare och motståndare. AVRO - radion, som hade sänt Matteuspassionen direkt från Concertgebouw varje palmsöndag sedan 1920-talet, vägrade acceptera detta avsteg från traditionen och sände en äldre inspelning av Matteuspassionen. Harnoncourts tillvägagångssätt är nu allmänt accepterat.
- Julmatinén ges varje år på juldagen. Denna tradition uppstod 1979. Konserten framförs vanligtvis under ledning av chefsdirigenten, men undantag görs ibland. Julmatinén kommer att direktsändas i Radio 4 och NPO 2. År 2019 sändes dock julmatinén bara live på Radio 4

## Ledare
- 1888–1895 Willem Kes
- 1895–1945 Willem Mengelberg
- 1945–1959 Eduard van Beinum
- 1961–1963 Bernard Haitink och Eugen Jochum
- 1963–1988 Bernard Haitink
- 1988–2004 Riccardo Chailly
- 2004–2015 Mariss Jansons
- 2016–2018 Daniele Gatti (avgång på grund av "anklagelser om oönskat beteende")
- 2018–2021 flertal gästdirigenter, bland andra Iván Fischer
- 2021– Klaus Mäkelä

Under många år var den konstnärliga ledningen i händerna på Rudolf Mengelberg, en sonson till Willem Mengelberg. Han började på företaget 1917, blev konstnärlig ledare 1925 och chef för Het Concertgebouw NV 1935. Efter att orkestern organisatoriskt separerades från NV gick han i pension 1955. Marius Flothuis, som hade varit hans ställföreträdare 1937 till 1942, återvände till orkestern 1953 och var dess konstnärliga ledare 1955 till 1974. Han programsatte ofta konserter enligt den så kallade 'smörgåsformeln', där ny musik inledde och följdes av den välbekanta repertoaren. Han efterträddes av Hein van Royen, som föredrog en speciell serie för samtida musik och även skilde barockens och klassicismens musik från romantikens musik. När han dog 1991 utfördes den konstnärliga rådgivningen under flera år av Piet Veenstra och Peter Ruzicka. Jan Willem Loot var generaldirektör från 1998; han efterträddes 2008 av Jan Raes, som lämnade i december 2019. Från 1999 fram till sin pensionering 2020 var den assisterande regissören Joel Ethan Fried ansvarig för konstnärlig ledning och programläggning. Succén av Raes och Fried tillkännagavs sommaren 2020 i form av ett ledarskap på tre personer som gäller från början av 2021: Dominik Winterling (styrelsens ordförande), Ulrike Niehoff (konstnärlig ledare) och David Bazen (direktör för operationer).